# روميل موراليس

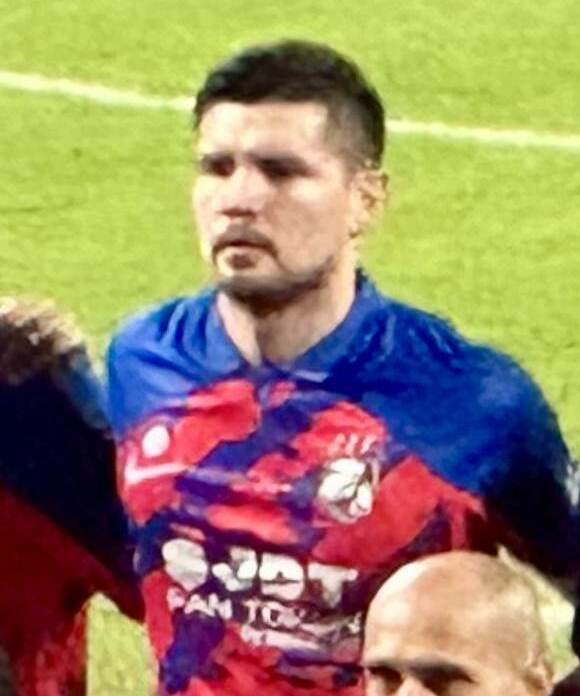
موراليس في 4 أبريل 2024

روميل موراليس (بالإسبانية: Romel Morales) (23 أغسطس 1997 في كولومبيا - ) هو لاعب كرة قدم كولومبي في مركز الوسط. لعب مع بانفيلد.

## وصلات خارجية
- روميل موراليس على موقع قاعدة بيانات كرة القدم.إي يو (الإنجليزية)
- روميل موراليس على موقع Soccerway.com (الإنجليزية)